# Katedra św. Krzyża w Orleanie
Katedra świętego Krzyża (fr. Cathédrale Sainte-Croix d'Orléans) – katedra katolicka w Orleanie. Zniszczona przez protestantów 24 marca 1568 r. Odbudowywana w latach 1601–1829, w 1862 wpisana do rejestru zabytków. Słynna głównie z powodu mszy, w której miała uczestniczyć Joanna d’Arc w 1429 po oswobodzeniu miasta z angielskiego oblężenia.